# Verschwörung von Amboise

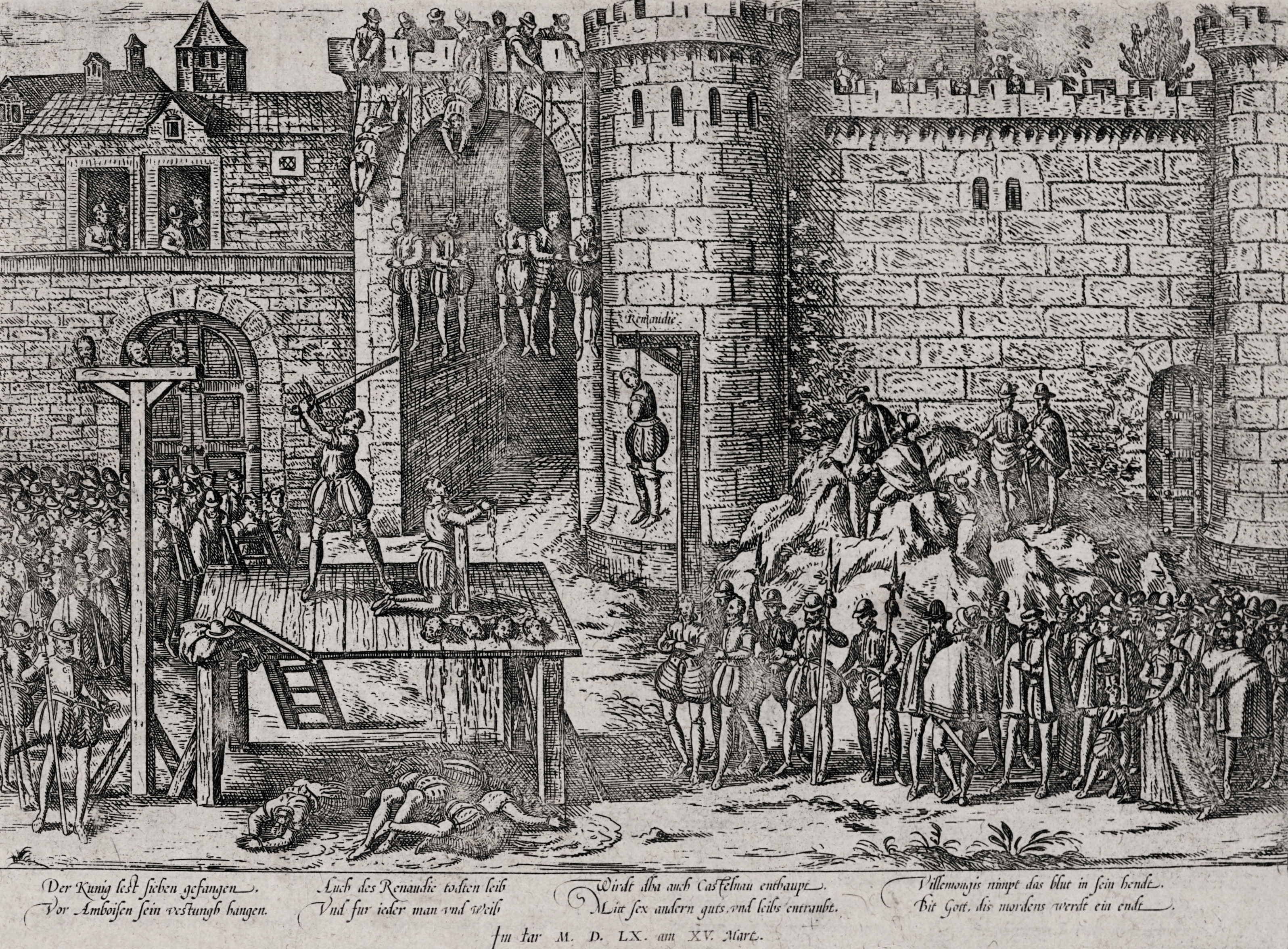
Hinrichtung der Verschwörer von Amboise auf einem Stich von Frans Hogenberg

Die Verschwörung von Amboise war ein Komplott im Vorfeld der sich ankündigenden Religionskriege zwischen protestantischen Hugenotten und französischen Katholiken, die Frankreich ab 1562 in einen mehrere Jahrzehnte langen Bürgerkrieg stürzten. Unzufriedene Adelige und Protestanten wollten 1560 versuchen, die beiden einflussreichen königlichen Berater aus dem Hause Guise zu entmachten und sich der Person des Königs Franz II. zu bemächtigen, um anschließend auf den einzuberufenden Generalständen Louis de Bourbon-Condé zum Generalstatthalter der Krone zu ernennen.

## Vorgeschichte
Nach dem Tod Heinrichs II. kam die Krone Frankreichs an seinen erst 15 Jahre alten Sohn Franz II. Die Regierungsgeschäfte dieses jungen und kränklichen Monarchen wurden durch die beiden Onkel seiner Ehefrau Maria Stuart, François de Lorraine und dessen Bruder, den Kardinal Charles de Lorraine-Guise, geführt.
Bereits unter Heinrich II. verfolgte die französische Krone eine strenge und unerbittliche Politik, um die Vorherrschaft des katholischen Glaubens in Frankreich zu gewährleisten. Diese Politik wurde nun von den katholischen Guisen weitergeführt. Sie regierten mit harter Hand und gingen erbarmungslos gegen Reformierte vor. Die Regenten schafften sich jedoch durch ihr autoritäres Verhalten sowie die daraus resultierenden Gesetzeserlässe nicht nur unter den französischen Protestanten zahlreiche Feinde, sondern auch in adeligen Kreisen.
Franz’ Mutter, Katharina von Medici, hatte François de Lorraine zum Generalstatthalter des Königreichs berufen und damit Antoine de Bourbon, König von Navarra, und seinen jüngeren Bruder Louis I. de Bourbon, gekränkt, denn traditionell waren es die Prinzen von Geblüt, die bei Bedarf die Regentschaft in Frankreich ausübten. Erschwerend kam hinzu, dass die französischen Adeligen die Guisen als „Ausländer“ empfanden, da ihre Familie aus Lothringen stammte.

## Januar bis März 1560
So kam es, dass sich Hugenotten, die für mehr religiöse Zugeständnisse kämpften, und gemäßigte, adelige Katholiken, die mit der Staatsführung der Guise-Brüder unzufrieden waren, zusammenschlossen. Sie planten, den jungen König am 6. oder 10. März 1560 im Schloss Blois in ihre Gewalt zu bringen und ihm eine Petition des Glaubens zu unterbreiten. Sollte er diesen Toleranzerlass ablehnen, wollten die Verschwörer die beiden Guisen entmachten und Louis I. de Bourbon, einen ihrer führenden Köpfe, von den Generalständen zum Generalstatthalter ernennen lassen. Jedoch fanden die Verschwörungspläne bei den Anhängern des reformierten Glaubens nicht nur Unterstützer. Antoine de Bourbon wollte sich ebenso wenig an dem Komplott beteiligen wie der Admiral Gaspard II. de Coligny, der verhinderte, dass sich die protestantischen Adeligen der Normandie der Verschwörung anschlossen. Als Johannes Calvin von den Plänen unterrichtet wurde, distanzierte er sich von ihnen. Besonders deren Hauptorganisator, Godefroy de Barry, Seigneur de La Renaudie, ein Edelmann aus dem Périgord, war Calvin zuwider. Über den Heerführer, der zuvor wegen Geldfälscherei zu einer Gefängnisstrafe verurteilt worden war, sagte er: „Die Sache [die Verschwörung] missfällt mir, aber die Person La Renaudies ist mir noch mehr zuwider.“ („Si le fait [la conjuration] me deplaisait, la personne de La Renaudie m'en dégoûtait encore plus.“)
Der Protestant La Renaudie hasste die beiden Guisen, weil er sie für den Tod seines Schwagers, Gaspard de Heu, sieur de Buy, im September 1558 verantwortlich machte. Er stellte im Januar 1560 eine bewaffnete Truppe aus Reformierten zusammen und zog mit ihr nach Tours. Von dort sollte es im März zum eigentlichen Ziel, nach Blois, dem Aufenthaltsort des Hofes, gehen. Mediziner hatten dem kränklichen König wegen seiner angegriffenen Gesundheit geraten, den Winter an der Loire zu verbringen.
Ein erstes Treffen der Anführer der Verschwörung fand am 1. Februar 1560 in Nantes statt. Dort einigten sie sich auf die Maßnahmen, die folgen sollten, wenn es gelungen war, den König in ihre Gewalt zu bringen. Im Februar versammelte La Renaudie seine Truppen in Mérindol. Unter ihnen befanden sich auch angeheuerte Söldner, die – wenn man der späteren Propaganda der Guisen Glauben schenken darf – durch die englische Königin bezahlt worden waren. Es existieren jedoch keine Beweise dafür, dass Elisabeth I., ihr Botschafter Sir Nicholas Throckmorton oder dessen Sekretär Henry Killingrew tatsächlich etwas mit der Verschwörung von Amboise zu tun hatten.
Bereits am 1. Februar 1560 hatten die beiden Guise-Brüder von einer möglichen Verschwörung gehört, aber sie nahmen die Gerüchte zuerst nicht ernst. Trotzdem veranlassten sie, dass König Franz II. mit seinem Hofstaat am 5. Februar in das wesentlich besser befestigte Schloss Amboise weiterzog. Seit dem 12. des gleichen Monats besaßen die Guisen dann Gewissheit. Der Pariser Advokat Pierre des Avenelles, ein Bekannter La Renaudies, hatte sie persönlich von dem geplanten Komplott unterrichtet. Amboise wurde daraufhin in Belagerungszustand versetzt, Unterstützung durch königliche Truppen angefordert und Späher in die umliegenden Wälder ausgesandt.

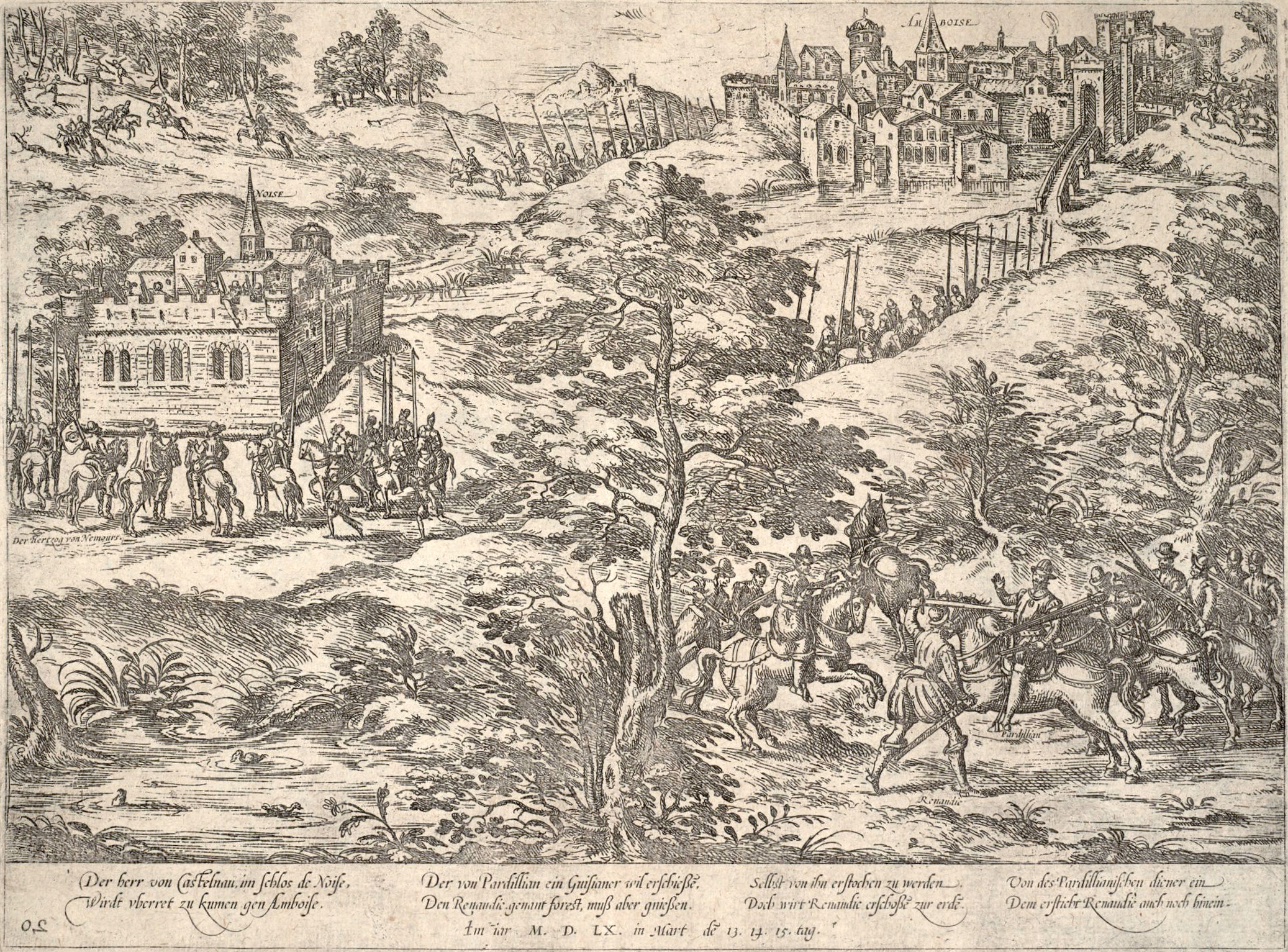
Festnahme der hugenottischen Verschwörer in der Umgegend von Amboise, Stich von Frans Hogenberg

Durch den Umzug des Hofes waren die Verschwörer gezwungen, ihren Plan auf den 17. März zu verschieben, um ihre Truppen zum weiter entfernten Amboise verlegen zu können. Um die 200 Personen griffen am frühen Morgen die Stadt an, die jedoch auf einen Überfall vorbereitet war und die Angreifer mühelos abwehren konnte. Die Verschwörer zogen sich in die Wälder rund um die Stadt zurück, wurden dort aber von den herbeigerufenen königlichen Truppen aufgerieben. In den folgenden drei Tagen lieferten sich versprengte Gruppen von Reformierten mit Männern des Königs zahlreiche Scharmützel im Umland, bei denen die Mehrheit der Hugenotten getötet wurde. Die wenigen Gefangenen wurden in das Schloss gebracht, wo auf sie die Hinrichtung wartete. Auch La Renaudie starb während dieser Kämpfe. Er wurde in der Nähe von Châteaurenault durch die Kugel aus einer Arkebuse getötet. Sein Leichnam wurde im Triumphzug nach Amboise gebracht und einen Tag lang auf dem Marktplatz aufgehängt. Anschließend wurde er gevierteilt und geköpft, der Kopf auf der Loire-Brücke zur Schau gestellt und die vier Teile an verschiedene Tore der Stadt genagelt.
Die ersten Verschwörer wurden schon am 10. März 1560 in der Umgegend von Amboise aufgegriffen und festgenommen. Weitere Verhaftungen folgen bis einschließlich 16. März. Doch nach dem Angriff der Verschwörer am 17. März wurden die bisherigen Gefangenen ohne großes Federlesen hingerichtet. Die Guisen gewährten seit jenem Übergriff keine Gnade mehr. Verschwörer von niedrigem Stand wurden in der Loire ertränkt, die meisten jedoch auf dem Marktplatz der Stadt oder an den Mauerzinnen des Schlossplateaus gehängt. Für die Hinrichtung der 52 höchstrangigen Aufwiegler, die durch das Schwert eines Scharfrichters sterben sollten, wurde im Schlosshof sogar eine Zuschauertribüne aufgebaut. Für die Behauptung, Katharina von Medici habe zur Abschreckung zahlreiche Gehängte am Balkon des Schlosses zur Schau gestellt, gibt es jedoch keine Beweise, sondern sie wurde lediglich von nicht zeitgenössischen Berichten verbreitet.

## Nachwirkungen

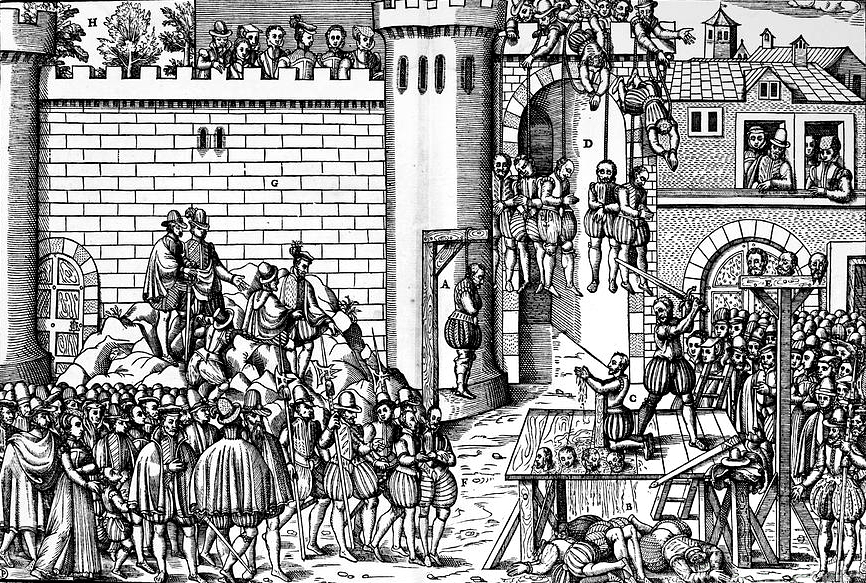
Blutgericht von Amboise 1560. Kupferstich von Jacques Tortorel und Jean Périssin (Staatliche Kunstsammlungen Dresden)

Die Hingerichteten wurden von der protestantischen Seite zu Märtyrern stilisiert. Obwohl nach dem 17. März nur etwa 100 Todesstrafen vollstreckt wurden, zeichnete die hugenottische Propaganda das Bild eines blindwütigen Mordens. Die Guise-Brüder ließen unterdessen verbreiten, die Gegenseite habe den König ermorden wollen. Der Hof verließ die mit Toten übersäte Stadt und zog weiter nach Schloss Chenonceau.
Die beiden Bourbonen-Brüder, denen die Guisen keine aktive Beteiligung an der Verschwörung nachweisen konnten, wurden in der Folgezeit von diesen weiterhin scharf beobachtet, denn sie wollten ihre erbittertsten Gegner endgültig zu Fall bringen. Sie wurden unter fadenscheinigen Begründungen schlussendlich verhaftet und Louis I. de Bourbon zum Tode verurteilt. Dann jedoch starb Franz II. im Dezember 1560, und Katharina von Medici nahm die Regentschaft für ihren zweiten Sohn, Karl IX., selbst in die Hand. Um die Partei der Guisen zu schwächen, wurden die beiden ehemals mächtigsten Männer des französischen Königreichs aus ihren Ämtern entfernt, die beiden Prinzen von Geblüt aus der Haft entlassen und Antoine de Bourbon zum Generalstatthalter der Krone ernannt.